# Купина широколиста
Купина́ широколи́ста, купина́ коротковолоси́ста, (Polygonatum hirtum ((Bosc ex Poir.) Pursh, synonym Polygonatum latifolium Desf.) — багаторічна трав'яниста рослина з роду купина (Polygonatum) родини холодкових (Asparagaceae). Народні назви: зіля від падучої, кукурузка, куп-зіллє, купина, любка, ребро адамове, тропар.

## Загальна біоморфологічна характеристика

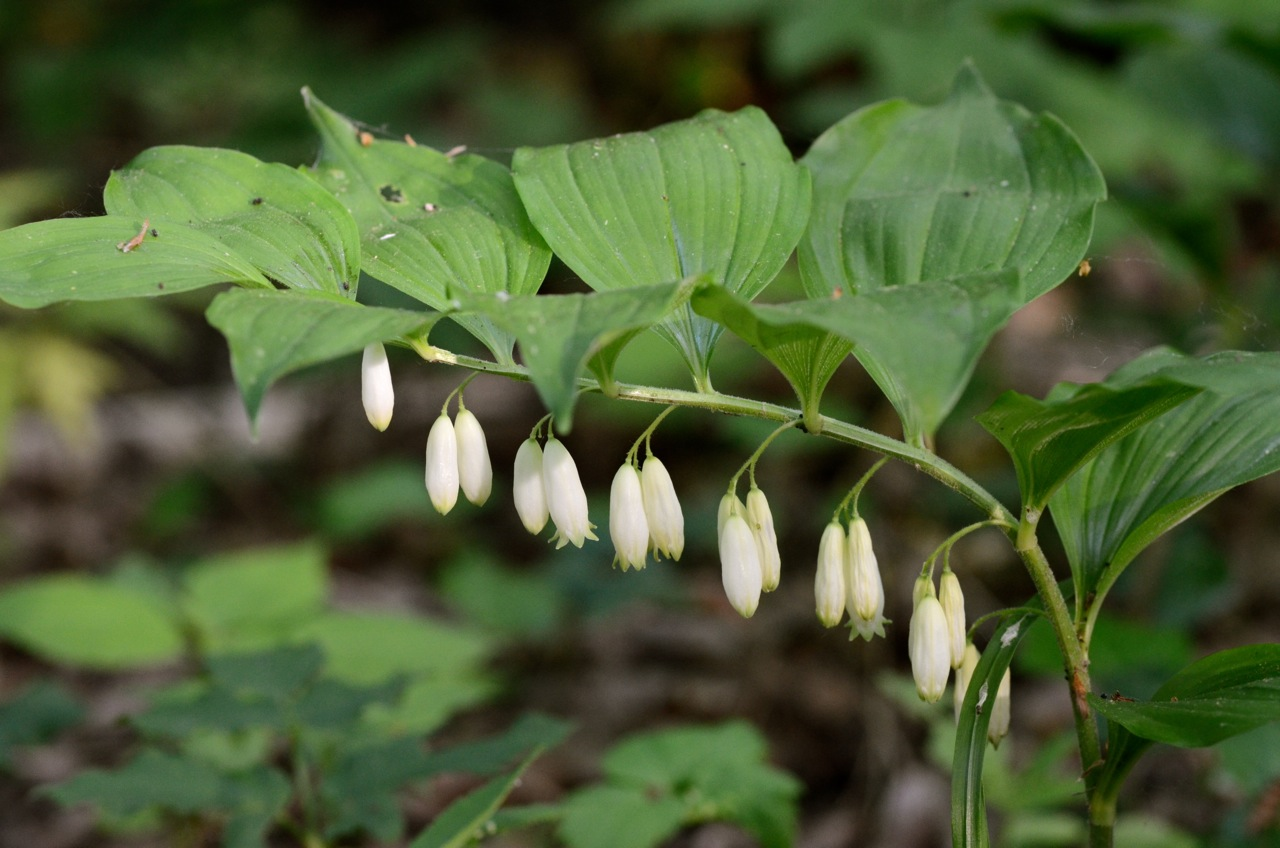
Квітки купини широколистої

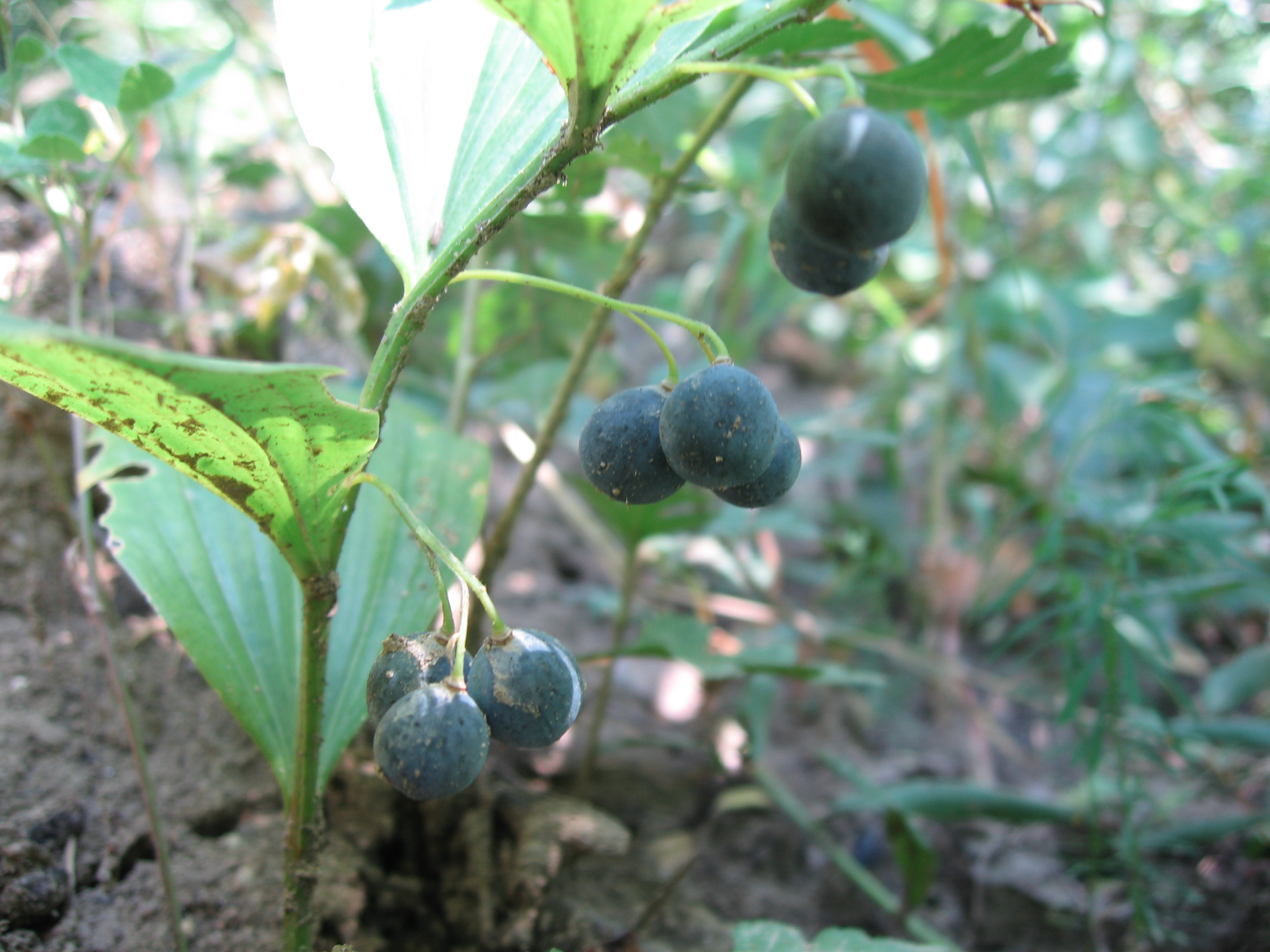
Ягоди купини широколистої

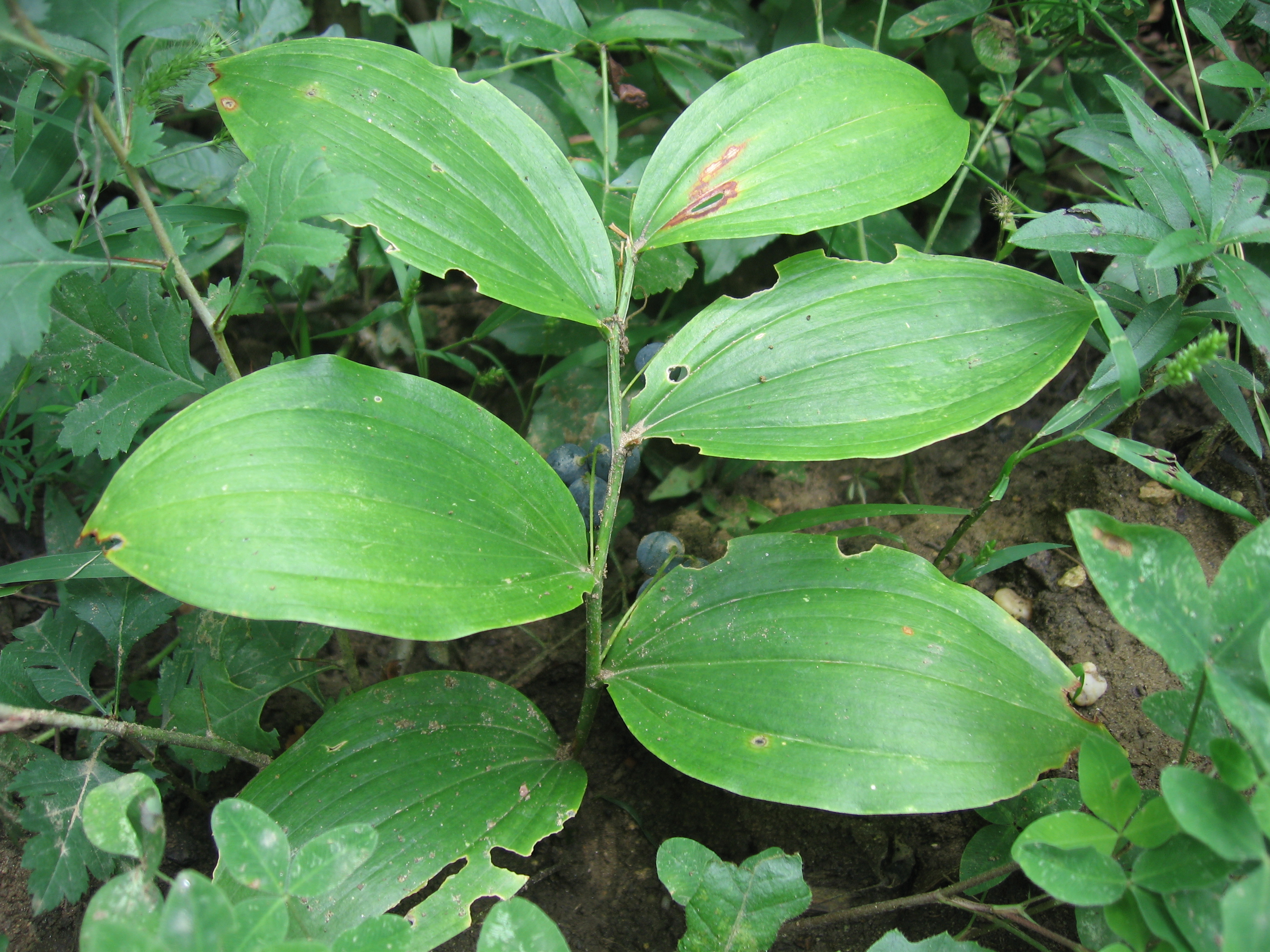
Листя купини широколистої

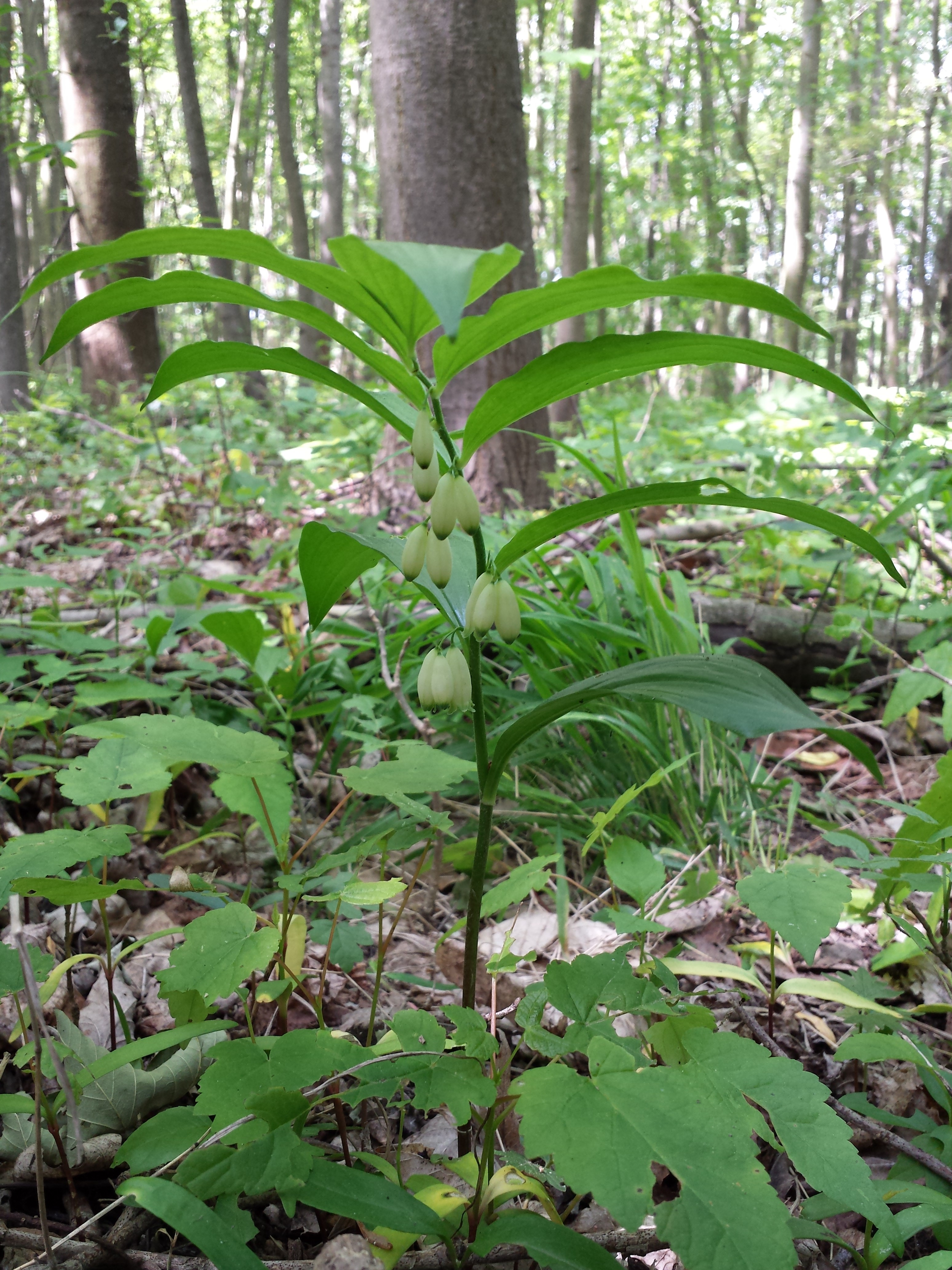
Купина широколиста в Національному парку «Донау-Ауен» («Заплава Дунаю»)

Стебла до 50 см заввишки, дещо гранчасті, пониклі, вгорі опушені. Кореневище потовщене м'ясисте. Листки розміщені в 2 ряди, обернені в один бік, широкі, оберненояйцевидні, загострені, зверху зелені блискучі, знизу сизуваті опушені, 10—12 см завдовжки, 5—7 см завширшки. В пазухах листків розташовані по 1-5 пониклих квіток. Квітки двостатеві, правильні. Оцвітина трубчаста, біла. Плід — чорно-синя ягода. Цвіте з травня 20-25 днів. За сприятливих умов насіння проростає і починається стадія проростків (на наступний рік після дозрівання насіння). Проростки купини широколистої з'являються на початку літа.
Характеризуються значною варіабельністю залежно від вікових станів.

## Поширення
У дикому стані росте в європейській частині Росії, Середній Європі, на Балканах, в Малій Азії. В Україні росте в лісах, по чагарниках на Закарпатті, Розточчі-Опіллі, в Правобережному Лісостепу, Гірському Криму.

## Екологія
Це найпосухостійкіший з усіх видів купин. Добре росте при затіненні, на щільних ґрунтах, тобто в найнесприятливіших умовах.

## Охорона у природі
Вид занесений до офіційних переліків регіонально рідкісних рослин Львівської і Дніпропетровської областей. В Російській Федерації занесений до Червоних книг Республіки Марій Ел і Ростовської області.

## Хімічний склад
Кореневища містять алкалоїди, сапоніни, слизисті речовини, крохмаль, цукри тощо. Отруйна рослина.

## Використання
В народній медицині відвар кореневищ вживають усередину при кашлі, гострому бронхіті й запаленні легень, водянці, цукровому діабеті, при статевому безсиллі та як глистогінний засіб. Зовнішньо відвар кореневищ використовують як знеболювальний засіб при люмбаго, радикуліті, ревматизмі, подагрі, геморої та як засіб, що сприяє розсмоктуванню синців. Як болетамувальний засіб використовують і настойку кореневищ. Відваром кореневищ умивають обличчя для зменшення засмаги, а свіжим соком виводять на обличчі плями і ластовиння. Сильне натирання може спричинити виразки. Корені заготовляють улітку або восени. Рослина неофіцинальна.
Рекомендується як декоративна рослина для прикраси ділянок з найсухішими, безструктурними ґрунтами. В культурі утворює стійкі, довголітні зарості, що швидко розростаються.

## Систематика
В деяких джерелах основною назвою є Polygonatum latifolium (Jacq.) Desf., а Polygonatum hirtum є синонімом.